# كاترينا ديفين
كاترينا ديفين (بالإنجليزية: Katrina Devine)‏ هي ممثلة نيوزيلندية، ولدت في 1 يوليو 1980 في أيرلندا الشمالية في المملكة المتحدة.

## وصلات خارجية
- كاترينا ديفين على موقع IMDb (الإنجليزية)
- كاترينا ديفين على موقع قاعدة بيانات الفيلم (الإنجليزية)